# Тантрикс
Тантрикс — абстрактная игра на основе шестиугольных фишек (плиток), изобретенная Майком МакМанауэемом, родом из Новой Зеландии. Каждая из 56 различных фишек в наборе содержит три линии, соединяющие одну сторону фишки с другой. Две линии на фишке никогда не имеют один и тот же цвет. Четыре цвета присутствуют в наборе: красный, жёлтый, синий и зелёный. Никакие две фишки не идентичны и каждая из фишек пронумерована от 1 до 56.

## Игра
В версии игры с несколькими игроками каждый игрок выбирает свой цвет, так что игроков может быть от двух до четырёх. Каждый вытаскивает одну фишку из мешка. Игрок, вытащивший фишку с большим номером, делает ход первым.

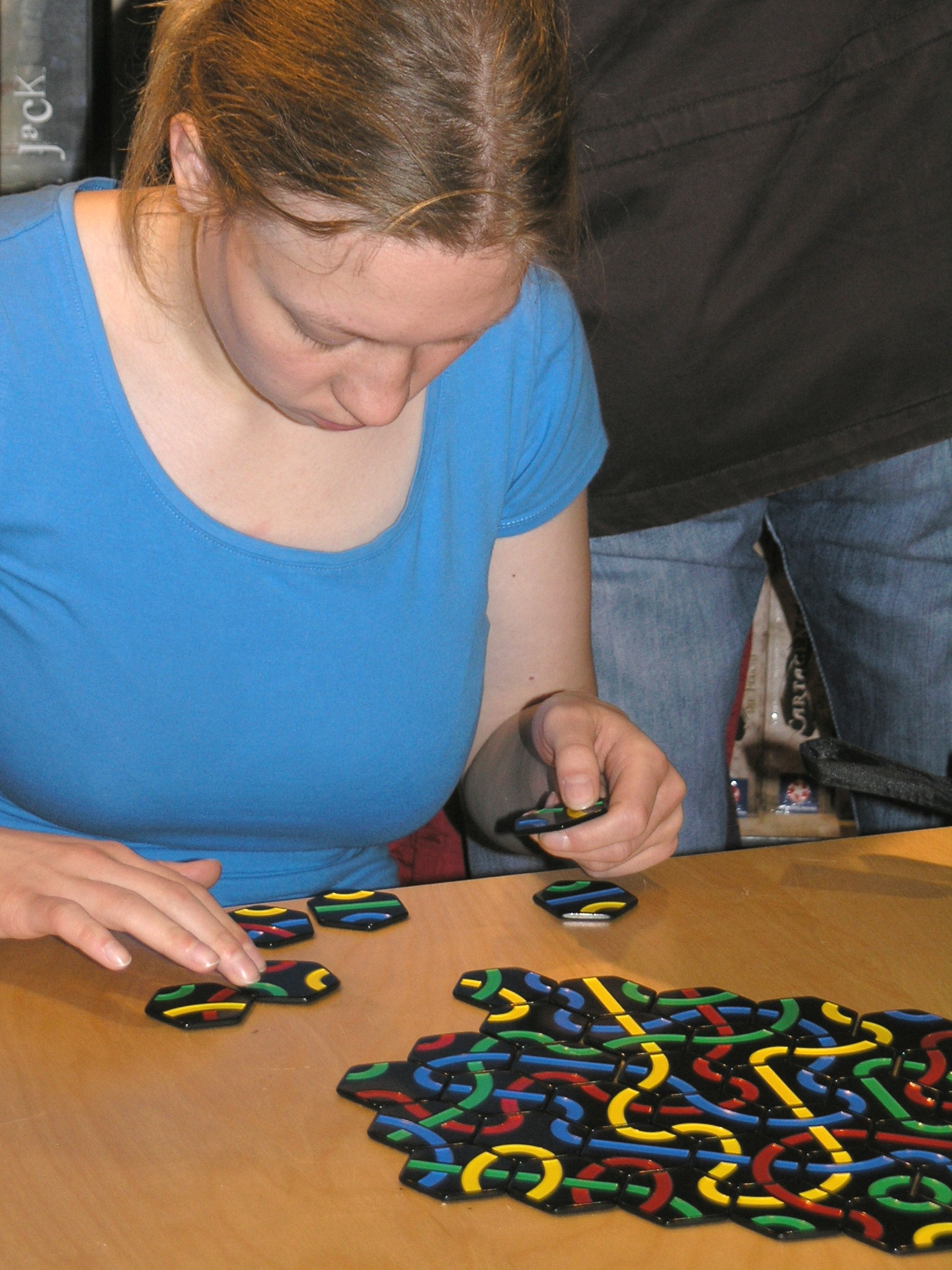
Играя в Тантрикс

После этого каждый игрок берёт ещё пять фишек из мешка и размещает все шесть фишек перед собой. Первый игрок играет одной фишкой, обычно содержащей цвет, выбранный им. Игра осуществляется по часовой стрелке. Выложенная при ходе фишка должна соответствовать цветам смежных фишек.
Если три фишки окружают пустое пространство, то есть наполовину закрытое, это место называется ниша. Если игрок при своём ходе имеет фишку, соответствующую нише, он обязан закрыть нишу (вынужденный ход). Игрок продолжает этот процесс, пока не будут заполнены все ниши, которые он может заполнить, а затем делает свободный ход любой фишкой, если при этом не нарушаются три правила, указанные ниже. После того, как свободный ход сделан, игрок должен осуществить все образовавшиеся вынужденные ходы (либо вновь образовавшиеся ниши, либо вытащенная фишка соответствует какой-либо нише). Таким образом, игрок может выставить несколько фишек за один свой ход. После выставления фишки каждый игрок вытаскивает замещающую фишку из мешка, так что он всегда имеет перед собой шесть фишек (независимо от того, заполняет ли он нишу, то есть это вынужденный ход, или этот ход свободный).
Три ограничительных правила:
1. Нельзя создавать нишу, окружённую тремя линиями одного цвета, поскольку в наборе нет такой фишки. Более того, нельзя закрывать нишу, если это приведёт к созданию другой ниши с тремя одинаковыми цветами.
2. Нельзя присоединять четвёртую фишку к трёхсторонней нише.
3. Нельзя ставить фишки в контролируемом ряду. От незакрытой ниши может получиться ряд полей (на одной прямой), на которые ставить фишки нельзя, поскольку это обязательно приведёт к созданию четырёхсторонней ниши. Такой ряд полей называется контролируемым[2].

Как только в мешке (он называется «банком») не останется фишек, ограничительные правила перестают действовать, остаются только правила вынужденного хода и правило соответствия цветов.
После завершения игры каждый игрок получает по одному очку за фишку в своей самой длинной линии или два очка в самой длинной петле (учитывается только одна линия или петля). Выигрывает игрок, набравший наибольшее число очков.

### Онлайн версия игры
Тихая и не столь популярная по сравнению со стандартными играми Yahoo! и им подобными онлайн версия игры Тантрикс получила распространение среди игроков по всему миру как в парном варианте, так и в варианте игры с роботом. Игроки распределяются по уровням вплоть до 1000 согласно выигрышам и проигрышам, при этом принимается во внимание и сила противника. Целью является получение уровня 1000 (только три игрока достигли этого уровня). Целью обычных игроков является достижение уровня 950, но и его достичь весьма трудно. Как только этот уровень достигнут, игрок получает Турнирный Рейтинг (Эло) и титул «Мастер». Мастера могут затем играть в «играх мастеров», которые имеют другую систему оценок. Только несколько игроков достигли статуса мастера при существующем пределе 120.
Серьёзные игроки в Тантрикс принимают участие в нескольких турнирах каждый год. Хоть они и играют только для хвастовства и трофей в большинстве турниров мал, эти события воспринимаются серьёзно и дают большой стимул для игроков в Тантрикс.
Всемирный Чемпионат Тантрикс начинается каждый август и идёт примерно четыре месяца. Только 47 участников приняли участие в чемпионате 1998 года, но их число выросло до 200 к 2006 году. Соревнование начинается с отборочных туров, в которых игроки с низким рейтингом соревнуются за выход в основной турнир (128 игроков играют по олимпийской системе).
Есть три других «всемирных» турнира, проводимых онлайн каждый год:
- Мировой Командный Чемпионат Тантрикс (англ. World Team Tantrix Championship , WTTC) (команды по 5 участников из одной страны или региона), впервые состоялся в 2002 году;
- Мировой Юношеский Чемпионат Тантрикс (англ. World Junior Tantrix Championship, WJTC) (для игроков до 16 лет), впервые состоялся в 2002 году;
- Мировой Парный Чемпионат Тантрикс (англ. World Doubles Tantrix Championship , WDTC) впервые состоялся в 2005 году.

Также каждый год проводятся три континентальных турнира:
- Европейский Чемпионат (Euro), главный континентальный турнир, впервые состоявшийся в 1999 году;
- Панамериканский Чемпионат Тантрикс (Pan-Am), впервые состоявшийся в 1999 году;
- Афроазиатский Чемпионат (AsAf). Африканский Чемпионат был впервые проведён в 1999 году один раз, затем восстановлен в 2004 году с включением азиатских участников.

И много национальных онлайновых турниров:
- Новозеландский Чемпионат Тантрикс впервые состоялся в 2000 г.
- Австралийский Чемпионат Тантрикс впервые состоялся в 2001 г.
- Венгерский Чемпионат Тантрикс впервые состоялся в 2002 г.
- Венгерский Турнир Мастеров Тантрикс впервые состоялся в 2002 г.
- Шведский Чемпионат Тантрикс впервые состоялся в 2003 г.
- Французский Чемпионат Тантрикс впервые состоялся в 2007 г.
- Голландский Чемпионат Тантрикс впервые состоялся в 2008 г.
- Немецкий Чемпионат Тантрикс впервые состоялся в 2008 г.
- Испанский Чемпионат Тантрикс впервые состоялся в 2008 г.
- Польский Чемпионат Тантрикс впервые состоялся в 2008 г.
- Норвежский Чемпионат Тантрикс впервые состоялся в 2009 г.
- Чешский Чемпионат Тантрикс впервые состоялся в 2010 г.

### Очные игры
Вдобавок к онлайн турнирам, растёт популярность оффлайн турниров. Первым турниром был Британский открытый чемпионат 2002 года и был он, большей частью, локальным с 13 из 14 участниками из Англии. По мере расширения числа игроков, игроки стали путешествовать чаще. Открытые чемпионаты в Европе вскоре стали наиболее популярными ввиду большого числа участников. К 2009 году было достаточно участников для проведения Мирового Открытого чемпионата игры в Тантрикс.
Мировые открытые чемпионаты:
- 2014 Мировой Тантрикс Чемпионат (Бишоффен, Германия)
- 2013 Мировой Тантрикс Чемпионат (Троса, Швеция)
- 2011 Мировой Тантрикс Чемпионат (Алмере, Голландия)
- 2010 Мировой Тантрикс Чемпионат (Будапешт, Венгрия)
- 2009 Мировой Тантрикс Чемпионат (Эдинбург, Великобритания)

Национальные открытые чемпионаты
- Британский Открытый Чемпионат, впервые состоявшийся в 2002
- Новозеландский Открытый Чемпионат, впервые состоявшийся в 2004
- Шведский Открытый Чемпионат, впервые состоявшийся в 2004
- Немецкий Открытый Чемпионат, впервые состоявшийся в 2005
- Французский Открытый Чемпионат, впервые состоявшийся в 2005
- Испанский Открытый Чемпионат, впервые состоявшийся в 2005
- Венгерский Открытый Чемпионат, впервые состоявшийся в 2005
- Голландский Открытый Чемпионат, впервые состоявшийся в 2006
- Польский Открытый Чемпионат, впервые состоявшийся в 2007
- Австралийский Открытый Чемпионат, впервые состоявшийся в 2007
- Израильский Открытый Чемпионат, впервые состоявшийся в 2007

## История
Идея Тантрикса родилась у новозеландца МакМанауэя в 1987 году во время отпуска в Патагонии под впечатлением от игры Тракс. В 1988 году МакМанауэй создал игру, которую назвал первоначально Игра Ума (англ. Mind Game). Игра использовала 56 картонных кусочков с двумя цветными линиями, красной и чётной . Владея магазином игр, МакМанауэй продавал игру напрямую и по отзывам покупателей изменял правила и дизайн. В 1991 году фишки были заменены на пластиковые и добавлено два цвета, что позволяло игру вчетвером.

16 возможных фишек (ожерелий) с красным, жёлтым и зелёным цветами. Справа фишка с тройным пересечением, которая была изъята из игры

Фишки были (и остаются) раскрашенными вручную с использованием различных цветов. Ранний вид игры включал восемь фишек с «тройным пересечением», но было обнаружено, что они замедляют игру, поскольку они подходят только для трёх вариантов ходов (по сравнению с шестью или пятью для остальных фишек). Так что в 1993 году фишки с тройным пересечением удалены из игры.
Наряду с многопользовательской версией игры, МакМанауэй создал меньшую головоломку «Пасьянс», использующую 10 или 12 фишек, в которой игрок должен сложить фишки так, чтобы создать петлю определённого цвета.
МакМанауэй создал также много головоломок по типу «Пасьянс», включая 3-мерные версии, версии только с соответствием цветов (требуется уложить фишки в ограниченное пространство) и версии с петлями и линиями (требующих от игроков использовать все фишки для завершения петли или линии определённого цвета). Однако многие из них сейчас недоступны.
В Россию официально Тантрикс прибыл в 2009 году.
Основные версии, продаваемые во многих странах:
1. Головоломки Открытие и Радуга (англ. Tantrix Discovery): версии для одного игрока, в которых следует разгадать головоломки, требующие от 30 до 45 минут.
2. Тантрикс-Пасьянс[4] (в английской версии он называется «Солитер», англ. Tantrix Solitaire): набор из 14 фишек для игры в Тантрикс-Пасьянс и расширенные головоломки типа Открытие.
3. Матрица[2] (англ. Tantrix Match): Тантрикс встречает Судоку. Набор с фиксированными по месту фишками, определяющими трудность головоломки.
4. Игровой пакет Тантрикс (или «Запутанные дорожки»[4], англ. Tantrix Game Pack): комплект со всеми 56 фишками Тантрикс, с которыми игрок может играть во все формы Тантрикс.

Есть и другие версии игры, такие как Татрикс-Понт — шумная и весёлая игра на быстроту реакции и сообразительность и никакой стратегии…

## Набор фишек
| Жёлтый-Красный-Синий-(Зелёный)                    | Жёлтый-Красный-Синий-(Зелёный) | Жёлтый-Красный-Синий-(Зелёный) | Жёлтый-Красный-Синий-(Зелёный) |    | Жёлтый -Красный-(Синий)-Зелёный | Жёлтый -Красный-(Синий)-Зелёный | Жёлтый -Красный-(Синий)-Зелёный | Жёлтый -Красный-(Синий)-Зелёный |     | (Жёлтый)-Красный-Синий-Зелёный | (Жёлтый)-Красный-Синий-Зелёный | (Жёлтый)-Красный-Синий-Зелёный | (Жёлтый)-Красный-Синий-Зелёный |               | Жёлтый-(Красный)-Синий-Зелёный | Жёлтый-(Красный)-Синий-Зелёный | Жёлтый-(Красный)-Синий-Зелёный | Жёлтый-(Красный)-Синий-Зелёный |
| №                                                 | VN                             | Схема                          | Фигура                         | №  | VN                              | Схема                           | Фигура                          | №                               | VN  | Схема                          | Фигура                         | №                              | VN                             | Схема         | Фигура                         |                                |                                |                                |
| ------------------------------------------------- | ------------------------------ | ------------------------------ | ------------------------------ | -- | ------------------------------- | ------------------------------- | ------------------------------- | ------------------------------- | --- | ------------------------------ | ------------------------------ | ------------------------------ | ------------------------------ | ------------- | ------------------------------ | ------------------------------ | ------------------------------ | ------------------------------ |
| 3                                                 | 003                            | abbcca YRRBBY                  |                                |    | 23                              | 003                             | abbcca GYYRRG                   |                                 |     |                                |                                |                                |                                |               |                                |                                |                                |                                |
|                                                   |                                |                                |                                | 21 | 003                             | baaccb YGGRRY                   |                                 |                                 |     |                                |                                |                                |                                |               |                                |                                |                                |                                |
|                                                   |                                |                                |                                | 31 | 021                             | accbab YGGRYR                   |                                 |                                 |     |                                |                                |                                |                                |               |                                |                                |                                |                                |
| 1                                                 | 021                            | baacbc RYYBRB                  |                                | 17 | 021                             | baacbc RYYGRG                   |                                 |                                 |     |                                |                                |                                |                                |               |                                |                                |                                |                                |
|                                                   |                                |                                |                                |    |                                 |                                 |                                 |                                 |     |                                |                                | 52                             | 021                            | bccaba BGGYBY |                                |                                |                                |                                |
| 12                                                | 021                            | cbbaca BRRYBY                  |                                | 20 | 021                             | cbbaca GRRYGY                   |                                 |                                 |     |                                |                                | 56                             | 021                            | cbbaca GBBYGY |                                |                                |                                |                                |
| 2                                                 | 102                            | caacbb BYYBRR                  |                                | 22 | 102                             | caacbb GYYGRR                   |                                 |                                 |     |                                |                                |                                |                                |               |                                |                                |                                |                                |
|                                                   |                                |                                |                                |    |                                 |                                 |                                 |                                 |     |                                |                                | 44                             | 120                            | abcacb YBGYGB |                                |                                |                                |                                |
| 9                                                 | 120                            | bcabac RBYRYB                  |                                |    |                                 |                                 |                                 |                                 |     |                                |                                | 50                             | 120                            | bcabac BGYBYG |                                |                                |                                |                                |
|                                                   |                                |                                |                                |    |                                 |                                 |                                 | 28                              | 003 | abbcca RBBGGR                  |                                |                                |                                |               |                                |                                |                                |                                |
|                                                   |                                |                                |                                |    |                                 |                                 |                                 | 25                              | 003 | baaccb BRRGGB                  |                                |                                |                                |               |                                |                                |                                |                                |
| 11                                                | 021                            | abbcac YRRBYB                  |                                | 19 | 021                             | abbcac YRRGYG                   |                                 |                                 |     |                                |                                | 55                             | 021                            | abbcac YBBGYG |                                |                                |                                |                                |
|                                                   |                                |                                |                                |    |                                 |                                 |                                 | 29                              | 021 | baacbc BRRGBG                  |                                | 53                             | 021                            | baacbc BYYGBG |                                |                                |                                |                                |
| 10                                                | 021                            | caabcb BYYRBR                  |                                | 18 | 021                             | caabcb GYYRGR                   |                                 | 27                              | 021 | caabcb GRRBGB                  |                                | 54                             | 021                            | caabcb GYYBGB |                                |                                |                                |                                |
|                                                   |                                |                                |                                | 16 | 102                             | abbacc YRRYGG                   |                                 | 30                              | 102 | abbacc RBBRGG                  |                                |                                |                                |               |                                |                                |                                |                                |
| 5                                                 | 102                            | bccbaa RBBRYY                  |                                | 15 | 102                             | bccbaa RGGRYY                   |                                 | 24                              | 102 | bccbaa BGGBRR                  |                                | 48                             | 102                            | bccbaa BGGBYY |                                |                                |                                |                                |
|                                                   |                                |                                |                                |    |                                 |                                 |                                 | 26                              | 102 | caacbb GRRGBB                  |                                | 49                             | 102                            | caacbb GYYGBB |                                |                                |                                |                                |
| 4                                                 | 120                            | cabcba BYRBRY                  |                                |    |                                 |                                 |                                 |                                 |     |                                |                                | 51                             | 120                            | cabcba GYBGBY |                                |                                |                                |                                |
| 14                                                | 003                            | baaccb RYYBBR                  |                                |    |                                 |                                 |                                 |                                 |     |                                |                                | 43                             | 003                            | baaccb BYYGGB |                                |                                |                                |                                |
| 8                                                 | 021                            | accbab YBBRYR                  |                                |    |                                 |                                 |                                 | 41                              | 021 | accbab RGGBRB                  |                                |                                |                                |               |                                |                                |                                |                                |
| 7                                                 | 021                            | bccaba RBBYRY                  |                                |    |                                 |                                 |                                 |                                 |     |                                |                                |                                |                                |               |                                |                                |                                |                                |
| 13                                                | 102                            | abbacc YRRYBB                  |                                |    |                                 |                                 |                                 |                                 |     |                                |                                |                                |                                |               |                                |                                |                                |                                |
| 6                                                 | 120                            | abcacb YRBYBR                  |                                |    |                                 |                                 |                                 | 42                              | 120 | abcacb RBGRGB                  |                                |                                |                                |               |                                |                                |                                |                                |
|                                                   |                                |                                |                                |    |                                 |                                 |                                 | 40                              | 120 | bcabac BGRBRG                  |                                |                                |                                |               |                                |                                |                                |                                |
|                                                   |                                |                                |                                |    |                                 |                                 |                                 | 39                              | 120 | cabcba GRBGBR                  |                                |                                |                                |               |                                |                                |                                |                                |
|                                                   |                                |                                |                                |    |                                 |                                 |                                 |                                 |     |                                |                                | 45                             | 003                            | abbcca YBBGGY |                                |                                |                                |                                |
|                                                   |                                |                                |                                |    |                                 |                                 |                                 | 37                              | 021 | abbcac RBBGRG                  |                                |                                |                                |               |                                |                                |                                |                                |
|                                                   |                                |                                |                                |    |                                 |                                 |                                 |                                 |     |                                |                                | 46                             | 021                            | accbab YGGBYB |                                |                                |                                |                                |
|                                                   |                                |                                |                                | 33 | 021                             | bccaba RGGYRY                   |                                 | 36                              | 021 | bccaba BGGRBR                  |                                |                                |                                |               |                                |                                |                                |                                |
|                                                   |                                |                                |                                |    |                                 |                                 |                                 | 38                              | 021 | cbbaca GBBRGR                  |                                |                                |                                |               |                                |                                |                                |                                |
|                                                   |                                |                                |                                |    |                                 |                                 |                                 |                                 |     |                                |                                | 47                             | 102                            | abbacc YBBYGG |                                |                                |                                |                                |
|                                                   |                                |                                |                                | 35 | 120                             | abcacb YRGYGR                   |                                 |                                 |     |                                |                                |                                |                                |               |                                |                                |                                |                                |
|                                                   |                                |                                |                                | 34 | 120                             | bcabac RGYRYG                   |                                 |                                 |     |                                |                                |                                |                                |               |                                |                                |                                |                                |
|                                                   |                                |                                |                                | 32 | 120                             | cabcba GYRGRY                   |                                 |                                 |     |                                |                                |                                |                                |               |                                |                                |                                |                                |
| Фишки с тройным пересечением, удалённые из набора |                                |                                |                                |    |                                 |                                 |                                 |                                 |     |                                |                                |                                |                                |               |                                |                                |                                |                                |
| 61                                                | 300                            | abcabc YRBYRB                  |                                |    | 57                              | 300                             | abcabc YRGYRG                   |                                 |     | 63                             | 300                            | abcabc RBGRBG                  |                                |               | 59                             | 300                            | abcabc YBGYBG                  |                                |
| 62                                                | 300                            | acbacb YBRYBR                  |                                | 58 | 300                             | acbacb YGRYGR                   |                                 | 64                              | 300 | acbacb RGBRGB                  |                                | 60                             | 300                            | acbacb YGBYGB |                                |                                |                                |                                |